# Hoan Kiem
Hoan Kiem (Hoàn Kiếm) är ett centralt beläget distrikt i Hanoi. Området är centrum för turismen i staden med massor av hotell och kaféer. I Hoan Kiem finns Hoan Kiem sjön och Hanois gamla stadsdel. Den gamla stadsdelen ligger i norra delen av Hoan Kiem och präglas av massor med små butiker och gator som ofta är specialiserade på en sak. Den södra delen har ett organiserat rutnät av gator med trafikljus har varit boplats för många fransmän under kolonialtiden. Området avgränsas i öster av Röda floden, i väster av Ba Đình och Đống Đa distriktet och i söder av Hai Bà Trưng distriktet.
Öster om Hoan Kiem sjön finns en väg uppkallad efter Lý Thái Tổ och en park med en staty av honom. Väster om sjön finns en gata uppkalld efter Lê Lợi och ett tempel tillägnat honom. I sydöstra hörnet av sjön finns ett varuhus och flera bokhandlar och konstgallerior.
Vietcombank har sitt huvudkontor i distriktet.